# John Wick: 4. felvonás
A John Wick: 4. felvonás (eredeti cím: John Wick: Chapter 4) 2023-ban bemutatott amerikai neo-noir akcióthriller, a 2019-es John Wick: 3. felvonás – Parabellum című film közvetlen folytatása, valamint a John Wick-filmsorozat negyedik része. Rendezője Chad Stahelski, forgatókönyvírói Shay Hatten és Michael Finch, a producerek Stahelski, Basil Iwanyk és Erica Lee. A film Derek Kolstad karakterei alapján készült. A főbb szerepekben Keanu Reeves, Donnie Yen, Bill Skarsgård, Laurence Fishburne, Szanada Hirojuki, Shamier Anderson, Lance Reddick (egyik utolsó szerepében), Rina Sawayama, Scott Adkins és Ian McShane látható.
A filmet a Thunder Road Pictures és a 87North Productions gyártotta. A forgatás 2021 júniusa és októbere között zajlott, a forgatási helyszínek között Franciaország, Németország, New York és Japán szerepelt.
Premierje a londoni Odeon Luxe Leicester Square-ben volt 2023. március 6-án, március 24-én jelent meg az Amerikai Egyesült Államok mozijaiban. Eredetileg 2021. május 21-re tervezték a bemutatót, de a COVID-19 világjárvány és Reeves Mátrix: Feltámadások című filmjével kapcsolatos kötelezettségei miatt ezt elhalasztották.
Általánosságban pozitív véleményeket kapott a kritikusoktól, akik dicsérték az akciójeleneteket és az alakításokat, bár néhányan kifogásolták a túl hosszú játékidőt.

## Cselekmény
|  | Alább a cselekmény részletei következnek! |

Néhány évvel azután, hogy John Wicket megmentette Bowery Király a haláltól, képes volt regenerálni testét és tovább képezni magát. John (Keanu Reeves) bosszút akar állni a Felső Körön, ezért a Jordán sivatagban keresi fel a kiemelt rangú tagot, és megöli. A gyilkosság Vincent de Gramont márkit (Bill Skarsgård) vonja a figyelem középpontjába, aki megígéri John halálát a Felső Körnek, amiért aztán minden szabadságjogot és hatalmat megkaphat. A márki felbérli a vak bérgyilkos Caine-t (Donnie Yen), John egykori társát és barátját, hogy végezzen vele a Felső Kör számára, miközben a lánya, Mia élete a legfontosabb neki. Ugyancsak a márki leromboltatja a New York-i Continental Hotelt, kiközösíti Winston igazgatót (Ian McShane), majd lelövi Charon portást (Lance Reddick), ezzel demonstrálva elszántságát Wick szövetségesei előtt.
John Wicknek eközben sikerült menedéket találnia az oszakai Continental Hotelben, amelyet régi barátja, Shimazu Koji (Szanada Hirojuki) vezet. Amikor a Felső Kör tagjai követelik a hitehagyott profi gyilkost, amit Koji azonban visszautasít, a japán hotelt is világgá kürtölik. A két fél között harc alakul ki, amelynek során John találkozik Caine-nel is. A súlyosan megsebesült Koji esélyt ad Johnnak a menekülésre, mielőtt Caine a lánya, Akira szeme láttára végez vele.
Hogy ne veszítse el John nyomát, a márki összeáll egy Nyomkövetővel (Shamier Anderson), aki vérdíjért cserébe felkutatja a menekülőt. Johnt eközben Winston felvilágosítja egy lehetséges kiútról a márki ellen folytatott menthetetlen küzdelmére: egy rituális párbajról, amelyben az egyik embernek meg kell halnia, míg a másiknak szabadságot kell kapnia. Mivel azonban John nem teheti meg ezt a javaslatot a Felső Körnek a Ruska Roma szervezethez való tartozása nélkül, Berlinbe utazik, hogy visszafogadják egykori családjába.
Katia, a Ruska Roma szervezet vezetője viszonzást ajánl Johnnak, ha levadássza apja gyilkosát. Egy Killa Harkan (Scott Adkins) nevű férfit kell megölnie.  Miután sikeresen teljesíti a küldetést, Johnt visszaveszik a Ruska Romába, és párbajkérelmét elküldik a Felső Körnek. Párizsban a márki a következő napfelkeltére tűzi ki a párbajt, és Caine-t választja a képviselőjének. John viszont Winstont választja helyettesének, akit vereség esetén szintén lelőnek, de győzelme esetén visszakapja a Continental Hotelt és annak igazgatói posztját.
A márki meg akarja akadályozni, hogy John időben odaérjen a Sacré Cœur-bazilikára a párbajra, ezért 40 millió dolláros vérdíjat tűz ki a fejére. A Bowery Királytól (Laurence Fishburne) kapott új golyóálló ruhával és fegyverekkel felszerelve John a következő éjszaka az összes párizsi bérgyilkos és fejvadász célpontjává válik. A Bazilikára vezető úton bérgyilkosok hordáit győzi le, köztük a Nyomkövetőt, de az utóbbi felhagy John vadászatával, miután megmentette a kutyáját attól, hogy Chidi (Marko Zaror) megölje. Caine segít Johnnak felküzdeni magukat a lépcsőn; Chidi majdnem megöli Johnt, de Nyomkövető előbb végez vele. John és Caine épphogy felérnek a csúcsra a párbajra. Pisztolyokkal párbajoznak egymással. Caine és John az első lövéssel karon sebesítik egymást. A távolság fejenként 10 lépéssel való lerövidítése után John a vállán, míg Caine az alhasán sebesül meg. Újabb tíz lépéssel közelebb kerülve, a harmadik lövésnél Caine hasba lövi Johnt, és John a földre borul. Gramont megállítja Caine-t, elkéri a pisztolyt és a kivégző golyót, feltételezve, megnyerte a párbajt. Személyesen akar végezni John-nal az utolsó menetben, de John, aki még nem lőtt, fejbe lövi Gramont-t. Az Előhírnök (Clancy Brown) Caine-t és a lányát szabaddá nyilvánítja. Winston visszakapja igazgatói posztját, valamint a Continental újjáépítését, John pedig a szabadságát. John elgondolkodik a házasságán és az életén, mielőtt a templom lépcsőjén összeesik, és belehal súlyos sérüléseibe.
Winston és  Bowery Király részt vesznek John temetésén, akit néhai felesége, Helen mellé temettek.
A stáblista utáni jelenetben Caine-t felkeresi Akira, aki bosszút akar állni apja meggyilkolásáért.
|  | Itt a vége a cselekmény részletezésének! |

## Szereplők
| Színész            | Szerep                   | Magyar hang        | Magyar hang         |
| Színész            | Szerep                   | 1. szinkron (2023) | 2. szinkron (2024)  |
| ------------------ | ------------------------ | ------------------ | ------------------- |
| Keanu Reeves       | John Wick                | László Zsolt       | László Zsolt        |
| Laurence Fishburne | Bowery Király            | Schneider Zoltán   | Schneider Zoltán    |
| Ian McShane        | Winston                  | Mihályi Győző      | Mihályi Győző       |
| Lance Reddick      | Charon                   | Papucsek Vilmos    | Király Attila       |
| Rina Sawayama      | Akira                    | Bogdányi Titanilla | Nagy Katica         |
| Donnie Yen         | Caine                    | Takátsy Péter      | Láng Balázs         |
| Shamier Anderson   | Nyomkövető / Mr. Senki   | Varga Rókus        | Varga Gábor         |
| Bill Skarsgård     | Vincent de Gramont márki | Előd Álmos         | Szatory Dávid       |
| Szanada Hirojuki   | Shimazu Koji             | Forgács Péter      | Háda János          |
| Scott Adkins       | Killa Harkan             | Faragó András      | Barabás Kiss Zoltán |
| Marko Zaror        | Chidi                    | Tokaji Csaba       | Megyeri János       |
| Clancy Brown       | Előhírnök                | Barbinek Péter     | Rosta Sándor        |
| Natalia Tena       | Katia                    | Németh Borbála     | Solecki Janka       |

## A film készítése

### Előkészületek
2020. augusztus elején Jon Feltheimer, a Lionsgate vezérigazgatója egy pénzügyi eredményekről szóló beszámoló során kijelentette: „Elfoglaltak vagyunk a John Wick akció-franchise következő két részének forgatókönyveinek előkészítésével is, a John Wick 4. része pedig a tervek szerint 2022 emlékezet napjának hétvégéjén kerül a mozikba. Reméljük, hogy a John Wick 4-et és 5-öt is egymás után forgathatjuk le, amikor Keanu a jövő év elején szabaddá válik.”
2021 májusában bejelentették, hogy Rina Sawayama a negyedik John Wick-filmben debütál a mozivásznon. A következő hónapban Laurence Fishburne, Szanada Hirojuki, Donnie Yen, Bill Skarsgård, Shamier Anderson és Scott Adkins is szerepet kaptak a filmben. Szanada eredetileg a 3. fejezetben Zerót formálta volna meg, de a Bosszúállók: Végjátékban való szereplése miatt visszalépett. 2021 júliusában megerősítették, hogy Lance Reddick visszatér Charon, Ian McShane pedig Winston szerepébe. Clancy Brown augusztusban csatlakozott a szereplőgárdához.

### Forgatás
A forgatás 2021. június 28-án kezdődött Berlinben és Párizsban a COVID-19 világjárvány idején, a további forgatások pedig Japánban és New Yorkban zajlottak. 2021 októberében hivatalosan is befejeződött a forgatás.

## Bemutató
A Lionsgate hivatalosan a Parabellum nyitóhetén jelentette be a filmet, 2021. május 21-re tervezett dátummal A film megjelenési dátumát a COVID-19 világjárvány miatt 2022. május 27-re halasztották. 2021 decemberében a filmet ismét elhalasztották, ezúttal 2023. március 24-re.

## Jövőbeli tervek
Keanu Reeves kijelentette, folytatni fogja a folytatások készítését, amíg a filmek sikeresek. A Lionsgate úgy tervezte, hogy a negyedik és az ötödik filmet egymás után forgatja le, de 2021 márciusában elvetette ezeket a terveket.

## Fordítás
- Ez a szócikk részben vagy egészben  a   John Wick: Chapter 4 című angol Wikipédia-szócikk fordításán alapul.  Az eredeti cikk szerkesztőit annak laptörténete sorolja fel. Ez a jelzés csupán a megfogalmazás eredetét és a szerzői jogokat jelzi, nem szolgál a cikkben szereplő információk forrásmegjelöléseként.